# Celloconcert nr. 2 (Penderecki)
Krzysztof Penderecki componeerde zijn Tweede Celloconcert in het najaar 1982. Penderecki is nog op zoek naar een juiste balans tussen zijn experimentele en post-romantisch fase. Het geeft het concert een wisselend beeld. Het begint met zeer ijle tonen van de strijkinstrumenten; het zou zo maar als filmmuziek bij een horrorfilm kunnen dienen. Dit verdwijnt na een drietal minuten en daarna komt een concerto op gang; dan weer rustige passages voor de solist en dan weer moet alle techniek uit de kast gehaald worden. Er is sprake van een samenwerking tussen solist en orkest. Wat opvalt is dat zodra de openingsminuten achter de rug zijn, je direct denk, dit werk is geschreven voor Mstislav Rostropovitsj; dat beeld (of beter geluid) laat je de rest van het concert niet meer los. Qua stijl is dit concert de opmaat voor het een jaar latere gecomponeerd altvioolconcert, dat al een meer traditionele klank heeft.
Alhoewel het werk niet aan hem opgedragen is, speelde Rostropovitsj wel de première, samen met Berliner Philharmoniker onder leiding van de componist. Het concert kon niet zonder problemen in de Sovjet-Unie en Polen gespeeld worden want Rostropovitsj mocht een tijdlang de Sovjet-Unie en ook Polen niet in. Ivan Monighetti nam de honneurs waar.

## Bron en discografie
- Uitgave Polskie Nagrania; Pools Nationaal Radio-Symfonieorkest o.l.v. Antoni Wit; solist Ivan Monighetti